# Instituto de las Mujeres Regias
La Instituto de las Mujeres Regias o Instituto Municipal de las Mujeres Regias es un organismo descentralizado del Gobierno de Monterrey que promueve el desarrollo de la mujer en equidad de género y respeto a sus derechos humanos promoviendo una política de las diversas dependencias del gobierno municipal a favor de las regiomontanas, para estimular su desarrollo para integración y participación plena y eficaz en todos los ámbitos de la vida, buscando con ello la igualdad de género.
Su directora, desde el 30 de septiembre de 2024, es la Lic. Wendy Maricela Cordero González, exdiputada al congreso de la Unión por el Partido Acción Nacional. El Consejo Directivo, en proceso de renovación, continúa formado por Irma Ochoa, Lilia Flores, Sthepanie Cruz, Claudia Martínez, Juana Juárez, Valeria Palacios.

## Ejes estratégicos
- Vida Digna para las Mujeres Regias
- Mujeres con Futuro Generadoras de Cambio
- Mujeres con Justicia e Igualdad
- Mujeres con Seguridad y Libres de Violencia.[8]